# Distretto di Pak Phayun
Il distretto di Pak Phayun (in thailandese: ปากพะยูน) è un distretto (amphoe) della Thailandia, situato nella provincia di Phatthalung.